# 4561 Lemeshev
A 4561 Lemeshev (ideiglenes jelöléssel 1978 RY5) a Naprendszer kisbolygóövében található aszteroida. Nyikolaj Sztyepanovics Csernih fedezte fel 1978. szeptember 13-án.